# Goerodes malickyi
Goerodes malickyi är en nattsländeart som beskrevs av Weaver 1989. Goerodes malickyi ingår i släktet Goerodes och familjen kantrörsnattsländor. Inga underarter finns listade i Catalogue of Life.